# Holófrase
Holófrase é o uso pré-linguístico de uma única palavra para expressar uma ideia complexa. Uma holófrase pode se assemelhar a uma interjeição, mas enquanto uma interjeição é linguística e tem uma função gramatical específica, uma holófrase é simplesmente uma vocalização memorizada por aspeto e usada sem intenção gramatical.

## Nas crianças
As crianças passam por um estágio holofrástico no início da vida, durante o qual são capazes de comunicar ideias complexas usando apenas palavras únicas e expressões fixas simples. Como exemplo, a palavra "comida" pode ser usada para significar "Dê-me comida" e a palavra "para cima" pode transmitir "Me pegue".
Combinada com linguagem corporal, contexto e tom de voz, a holófrase geralmente é suficiente para expressar as necessidades de uma criança. De fato, baseia-se quase inteiramente no contexto.
Uma característica interessante da holófrase é sua economia e sua ênfase na certeza, e não na totalidade conceitual. Ao expressar uma ideia complexa, a criança geralmente omite os conceitos mais familiares e usa apenas a palavra aprendida mais recentemente. Por exemplo, ao solicitar uma bola, é muito mais provável que uma criança especifique "bola" do que "deseja".
Embora a holófrase não seja gramatical, ela forma a base do vocabulário de uma criança.

## Linguística
Outro uso desse termo (junto com a forma adjetiva holofrástica) é encontrado na linguística para se referir a palavras que formam frases inteiras por si mesmas, especialmente em línguas com polissíntese. Nesse sentido, as palavras holofrásticas não são pré-linguísticas ou não gramaticais, mas são palavras que podem permanecer sozinhas sem nenhuma outra palavra em um enunciado ou sentença; por exemplo, polonês Pada.  "Está chovendo" ou inglês "Obrigado".

## Línguas nativas americanas
No início do século XX, William James Sidis afirmou que todas as línguas nativas americanas possuem uma estrutura holofrástica. Isso foi possivelmente em referência ao fato de que algumas línguas das Américas são altamente polissintéticas, o que é distinto como um fenômeno da holófrase.